# Enköpings SK HK
Le Enköpings SK HK est un club de hockey sur glace de Enköping en Suède. Il évolue en Hockeyettan, troisième échelon suédois.

## Historique
Le club est créé en 1950.

## Palmarès
- Aucun titre.